# آنا پپویچ
آنا پپویچ (سیریلیک صربی: Ана Поповић؛ زادهٔ ۱۳ مهٔ ۱۹۷۶) موسیقی‌دان، خواننده، نوازندهٔ گیتار در سبک بلوز اهل صربستان و ساکن ایالات متحده آمریکا است. وی از سال ۱۹۹۵ میلادی تاکنون مشغول فعالیت بوده‌است.